# 離宮
離宮是指設立在皇居、皇宮以外的宮殿。
一般而言，離宮會建造在與王族居住的宮殿不同的地方。例如储君成人、結婚之後，與君主分開居住時，就可能會新建離宮。此外，也有為了避暑、避寒、靜養等目的而建造的離宮。

## 西洋的離宮

### 德國
- 貝勒維宮 - 普魯士的奧古斯特·斐迪南的夏宮，自1994年起為德國聯邦總統府邸（今僅作為辦公場所，並非總統居所）

### 奧地利
- 美泉宮 - 哈布斯堡家族的夏宮[1]
- 美景宮 - 歐根親王在夏季使用的離宮[2]
- 海爾布倫宮 - 17世紀建造的離宮[3]

### 瑞典
- 卓寧霍姆宮 - 17世紀建造的離宮[4]

### 波蘭
- 維拉諾宮 - 17世紀末建造的離宮[5]

### 俄羅斯
- 葉卡捷琳娜宮 - 18世紀由弗朗切斯科·巴爾托洛梅奧·拉斯特雷利建造的離宮[6]

### 美國
- 胡里希宮（Hulihe'e Palace） - 1838年建造的夏威夷王國離宮[7]

## 東洋的離宮

### 中國
- 頤和園
- 圓明園
- 避暑山荘
- 瀋陽故宮 - 清
- 華清宮
- 興慶宮
- 中南海
- 长乐宫
- 铜雀台
- 瑤華宮
- 雍和宫
- 西垂宮
- 平陽封宮
- 梁山宮
- 長安宮
- 黄陽宮
- 望夷宮
- 林光宮
- 步壽宮
- 步高宮
- 蘭池宮

### 日本
日本一般需要有一定規模以上的建築及敷地才會稱為離宮，規模較小的則稱為御用邸。明治以前的上皇或法皇讓位之後的離宮稱為「後院」，並有專屬的役人。另外，平安時代的天皇諡號有不少是來自於後院的名稱。此外，幕末至明治年間，天皇家時常發生子嗣夭折的情況，因此明治16年（1883年）時，侍醫聯名提出了改善案上申書，其中提議了建設避暑用的離宮，並因此建造了箱根離宮、日光御用邸。

#### 現存的離宮
- 桂離宮：京都府京都市
- 修學院離宮：京都府京都市

#### 舊時存在的離宮
- 赤坂離宮：東京都港區 - 明治時代作為皇太子嘉仁親王（大正天皇）的東宮御所而建。太平洋戰爭後，曾經轉為國立國會圖書館、裁判官彈劾裁判所，後來改裝為迎賓館至今。
- 霞關離宮（現在国會前庭南地區）：東京都千代田區 - 原本為喬治亞康德所設計，於1884年（明治17年）竣工的有栖川宮邸。至1896年（明治29年）11月24日，由宮内省買下，此後便改稱「霞關離宮」。主要作為外國王族使臣的旅舎使用，也曾經作為大正時代後期攝政的皇太子裕仁親王（昭和天皇）臨時東宮御所。1945年（昭和20年）5月，在東京大空襲中被擊中而失火，戰後拆除。
- 芝離宮（現在的舊芝離宮恩賜庭園）：東京都港区
- 鳥羽離宮：京都府京都市 - 12世紀至14世紀為止使用。
- 名古屋離宮（名古屋城）：愛知縣名古屋市
- 二條離宮（二條城）：京都府京都市
- 函根（箱根）離宮（現在的神奈川縣立恩賜箱根公園）：神奈川縣箱根町 - 明治17年（1884年），皇室買下突出蘆之湖半島狀的塔ケ島附近16萬3千平方公尺的土地，並在明治19年7月完工。至大正12年（1923年）關東大地震、昭和5年（1930年）北伊豆地震後損毀，舊址在戰後歸神奈川縣所有，昭和21年作為縣立恩賜箱根公園向公眾開放[9]。
- 濱離宮（現在的浜離宮恩賜庭園）：東京都中央區
- 武庫離宮（現在的須磨離宮公園）：兵庫縣神戸市
- 吉野離宮（宮滝遺跡）：奈良縣吉野町 - 飛鳥時代的離宮。

#### 決議設置但最終並未實現的離宮
- 上川離宮：北海道旭川市

### 台灣
- 北園別館：1680年延平王鄭經建造的離宮。1690年改建為開元寺至今。(台南市北區)

## 關聯條目
- 皇居 - 御所
- 御用地
- 御用邸
- 宮邸（宮家邸宅）
- 御殿・御茶屋（日语：御殿・御茶屋）（將軍家的別莊）
- 御苑
- 行宮
- 獵宮（德语：Jagdschloss）
- 悅宮（德语：Lustschloss）
- 行館

## 腳註

### 出典
1. ↑  シェーンブルン宮殿 JTB
2. ↑  ベルベデーレ宮殿 （页面存档备份，存于） JTB
3. ↑  ヘルブルン宮殿 （页面存档备份，存于） JTB
4. ↑  ドロットニングホルム宮殿 （页面存档备份，存于） JTB
5. ↑  ヴィラヌフ宮殿 （页面存档备份，存于） JTB
6. ↑  エカテリーナ宮殿 （页面存档备份，存于） JTB
7. ↑  フリヘエ宮殿 （页面存档备份，存于） JTB
8. ↑  明治16年と同21年の上申書からみた明治天皇皇子女夭折問題 （页面存档备份，存于）深瀬泰旦、日本医史学雑誌 第61巻第2号（2015）
9. ↑  箱根離宮　富士・芦ノ湖のぞむ景勝…北伊豆地震で全壊、恩賜公園に （页面存档备份，存于）産経新聞、2017.12.8